# District de Californie
Le district de Californie est un commandement d'un département de l'armée de l'Union formé au cours de la guerre de Sécession. Le district appartient au département du Pacifique, le commandant du département étant également le commandant du district. Le district est créé comme un commandement distinct le 1er juillet 1864, après la prise de commandement par Irvin McDowell du département du Pacifique, relevant le général Wright, qui reste commandant du district de Californie. Le district comprend l'État de la Californie et les régions de la rivière Rogue et de la rivière Umpqua dans le sud de l'Oregon. Son quartier-général est à San Francisco, co-localisé avec celui du département du Pacifique. Le 14 mars 1865, le district de l'Oregon est étendu à l'ensemble de l'État de l'Oregon, retirant les régions de la rivière Rogue et de la rivière Umpqua du district.

## Commandant du district de Californie
- Albert Sidney Johnston, janvier 1861 - mars 1861
- Edwin Vose Sumner, mars 1861 - octobre 1861
- George Wright, octobre 1861 - 27 juin 1865 [1]

Le 27 juillet 1865, la division militaire du Pacifique est créé sous les ordres du major général Henry W. Halleck, en remplacement du département du Pacifique. Il se compose du département du Columbia — remplaçant le district de l'Oregon et le département de Californie. George Wright, alors brigadier général de l'armée des États-Unis, est affecté au commandement du nouveau département du Columbia.

## Poste de l'Oregon dans le district de Californie, 1861-1865
- Fort Umpqua, 1856 - 1862
- Camp Baker, 1862 - 1865[3]

## Postes dans le district de Californie
- Arsenal de Benicia, 1851–1964
- Casernes de Benicia, 1852–1866
- Fort Jones, 1852–1858, 1864 [4]

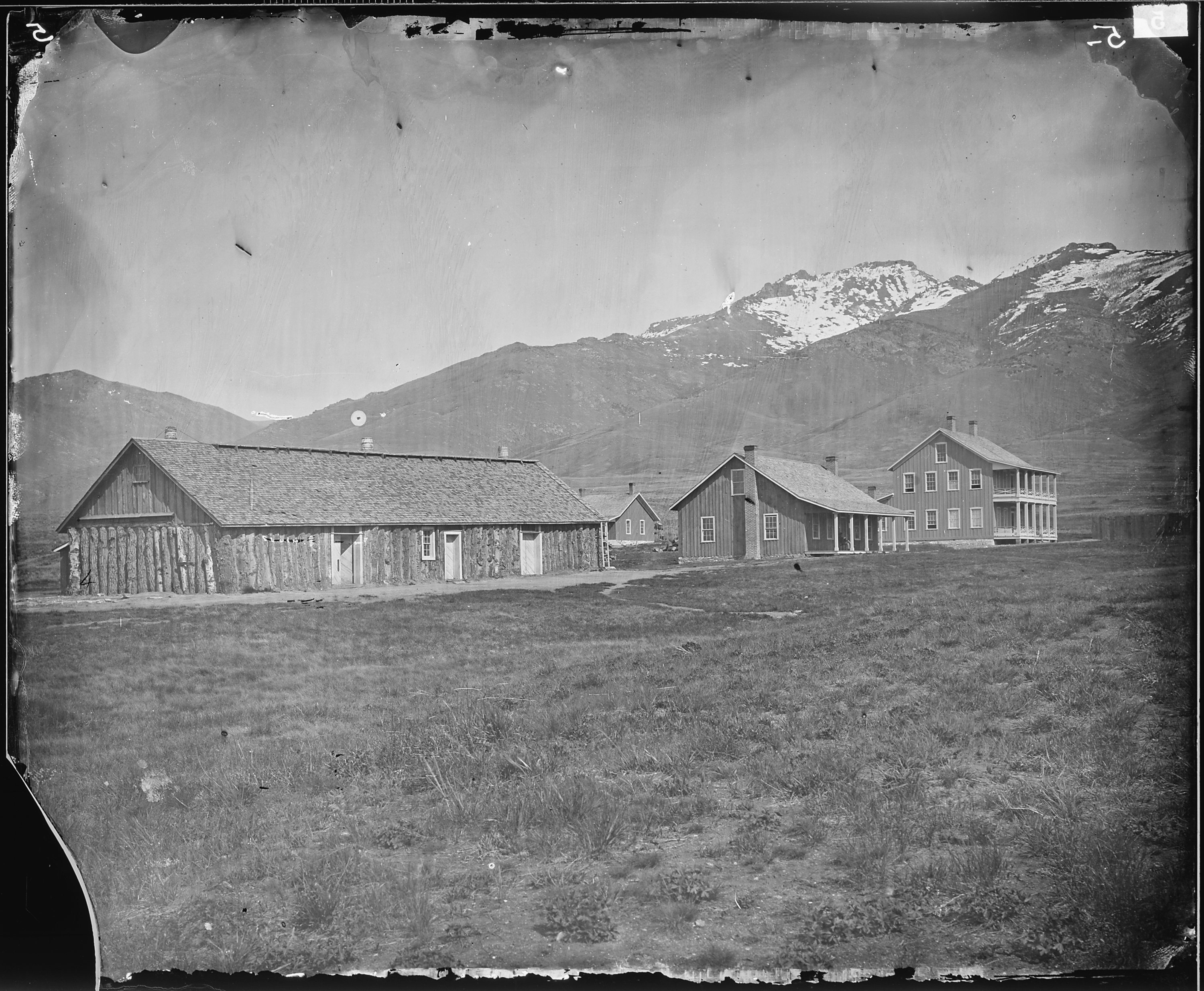
Camp Halleck en 1871.

- Poste d'Alcatraz Island ou Fort Alcatraz, 1853–1907
- Fort de Roop, fort Defiance, Susanville 1853-1863 [5]
- Fort Point San José, San Francisco, 1853–1882
- Fort Point, San Francisco, 1853–1886
- Fort Crook 1857-1869 [6],[7]
- Camp Allen, Oakland 1860-inconnu[8]
- Camp Cady, 20 miles à l'est de Barstow 1860, 1862, 1864 - 1871 [9]
- Camp Dragoon Bridge, au sud de la ville de Litchfield 1860-1863 [10]
- Camp Downy, Oakland, 1861 [11]
- Camp Halleck, Stockton,1861-1863 [12]
- Camp Fitzgerald, Los Angeles  juin 1861 - 20 septembre 1861  [13]
- Fort sur Pine Creek, Independence 1861-1865[14]
- Camp San Bernardino, San Bernardino 1861 [15]
- Camp Lyon, San Francisco 1861-1865 [16]
- Mare Island Post, 1861–1862
- Camp McClellan, Auburn 1861 [17]
- Camp McDougall, près de Stockton, 1861
  - Camp Gilmore, 1863 [18]
- Camp Union, Sutterville 1861-1866 [19]
- Camp Sigel, près d'Auburn, 1861–1862 [20]
- Camp Sumner, San Francisco, 1861-1865 [21]
- Camp Wright, San Francisco, 1861[22]
- Camp Alert, San Francisco, 1862-1865 [23]
- Camp Hot Creek Station, 1862 [24]
- Camp Hooker, près de Stockton, 1862 [25]
- Camp at Red Bluff, Red Bluff, 1862  [26]
- Camp Reynolds sur Angel Island, 1863–1866
- Camp Bidwell, Chico, 1863–1865
  - Camp Chico, Chico, 1865
- Camp Merchant (originellement camp Merritt), 1863  [27]
- Fort Miller, 1863-1864[28].
- Camp Stanford, Stockton, 1863 [29]
- Camp Johns, 1864 [30]
- Camp Low, 1864-1865  [31]
- Camp Pollock 1864 [32]
- Camp Susan, Susanville 1864 [33]
- Federal Armory, Copperopolis 1864-1875 [34]
- Post at Friday's Station, 1864 [35]
- Colusa Post, 1864-1865 [36]
- Camp Bidwell 1865-1879 (plus tard fort Bidwell)
- Camp près d'Hornitos, 18 miles au nord-est de Merced, 1865 [37]
- Camp Jackson, près d'Ione, 1865 [38]
- Monterey Barracks, 1865-1866 [39]
- Camp à Pierson's Ranch, 1865 [40]
- Camp Waite, 1865-1866 [41]

## Événements, escarmouches et batailles
1861
- 15 janvier 1861. Les départements de Californie et de l'Oregon fusionnent pour devenir le département du Pacifique. Le colonel Albert Sidney Johnston, 2nd US Cavalry, brigadier général breveté, armée des États-Unis, prend le commandement du département du Pacifique (y compris le commandement direct du district de Californie).
- 23 mars 1861. Le brigadier général Edwin V. Sumner, armée des États-Unis, est affecté au commandement du département du Pacifique.
- 25 avril 1861. Le brigadier général Edwin V. Sumner, armée des États-Unis, prend le commandement du département du Pacifique, relevant le colonel Albert Sidney Johnston, 2e de l'US Cavalry, brigadier général breveté, armée des États-Unis.
- 3-12 août 1861. Reconnaissance à partir du fort Crook de la Round Valley, en Californie, avec des escarmouches le 6 dans la partie Supérieure de la vallée de la rivière Pitt.
- 15-22 août 1861. Expédition du fort Crook vers la rivière Pitt, Californie, avec des escarmouches le 19 près du lac Kellogg, en Californie.
- 7 septembre 1861. Escarmouche près de Santa Ana Canyon, en Californie.
- 14 septembre 1861. Le colonel George Wright, 9th U.S. Infantry, est affecté au commandement de toutes les troupes en service dans le Sud de la Californie.
- 25 septembre 1861. Le district de Californie méridonale est créé, comprenant les comtés de San Luis Obispo, Tulare, Santa Barbara, Los Angeles, San Bernardino et San Diego, et le colonel George Wright est affecté à son commandement.
- 1er octobre 1861. Le lieutenant-colonel Albemarle Cady, 7th U.S. Infantry, reçoit le commandement du district de l'Oregon.
- 20 octobre 1861. Le brigadier général Edwin V. Sumner, armée des États-Unis, donne le commandement du département du Pacifique au colonel George Wright.
- 26 octobre 1861. Le colonel George Wright, prend le commandement de département du Pacifique.
- 19 novembre 1861. Le brigadier général George Wright, armée des États-Unis, est officiellement affecté au commandement du département du Pacifique.
- 12 décembre 1861. Le district militaire de Humboldt est créé pour poursuivre la guerre de Bald Hills, et est composé des comtés de Sonoma, Napa, Mendocino, Trinity, Humboldt, Klamath, et Del Norte, dans le nord de la Californie, et le colonel Francis J. Lippitt, 2nd California Infantry, est affecté à son commandement.

1862
- 21 septembre 1862. Affaire sur la route d'Yreka, près du fort Crook, en Californie.
- 3-29 novembre 1862. Reconnaissance à partir du fort Crook, en Californie, et du fort Churchill, dans le territoire du Nevada, dans la vallée du lac Honey.

1863
1864
- 1er juillet 1864. Le brigadier général George Wright, armée des États-Unis, conserve le commandement du district de Californie, mais le major général Irvin McDowell, armée des États-Unis, le relève et assume le commandement du département du Pacifique.

1865
- 5-18 avril 1865. Expédition du camp Bidwell vers Antilope Creek, en Californie.
- 27 juin 1865. La division militaire du Pacifique est créée, composée des départements de Californie et du Columbia. Le département de Californie se compose des États de Californie et du Nevada et les territoires du Nouveau-Mexique et de l'Arizona. Le major général Irvin McDowell, armée des États-Unis, est affecté au commandement du département de Californie.